# Åkerby, Södertälje kommun
Åkerby är en småort belägen strax norr om Hölö, söder om Södertälje i Södertälje kommun och Hölö socken.

## Befolkningsutveckling
| Befolkningsutvecklingen i Åkerby 1990–2015                                                                                                   | Befolkningsutvecklingen i Åkerby 1990–2015 | Befolkningsutvecklingen i Åkerby 1990–2015 | Befolkningsutvecklingen i Åkerby 1990–2015 | Befolkningsutvecklingen i Åkerby 1990–2015 |
| --- | ------------------------------------------ | ------------------------------------------ | ------------------------------------------ | ------------------------------------------ |
| |                                            |                                            |                                            |                                            |
| År |                                            |                                            | Folkmängd                                  | Areal (ha)                                 |
| 1990 | 1990                                       |                                            | 26                                         | 5##                                        |
| 1995 | 1995                                       |                                            | 64                                         | 5#                                         |
| 2000 | 2000                                       |                                            | 69                                         | 5#                                         |
| 2005 | 2005                                       |                                            | 85                                         | 5#                                         |
| 2010 | 2010                                       |                                            | 83                                         | 6#                                         |
| 2015 | 2015                                       |                                            | 77                                         | 9#                                         |
| Anm.: Ny småort 1995. 1995 som Södertälje:5. # Som småort. ## Befolkningen 31 december 1990 inom det område som avgränsades som småort 1995. |                                            |                                            |                                            |                                            |